# Château de Malesherbes
Le château de Malesherbes est un château français situé à Malesherbes, dans la commune nouvelle du Malesherbois et le département du Loiret en région Centre-Val de Loire.

## Historique

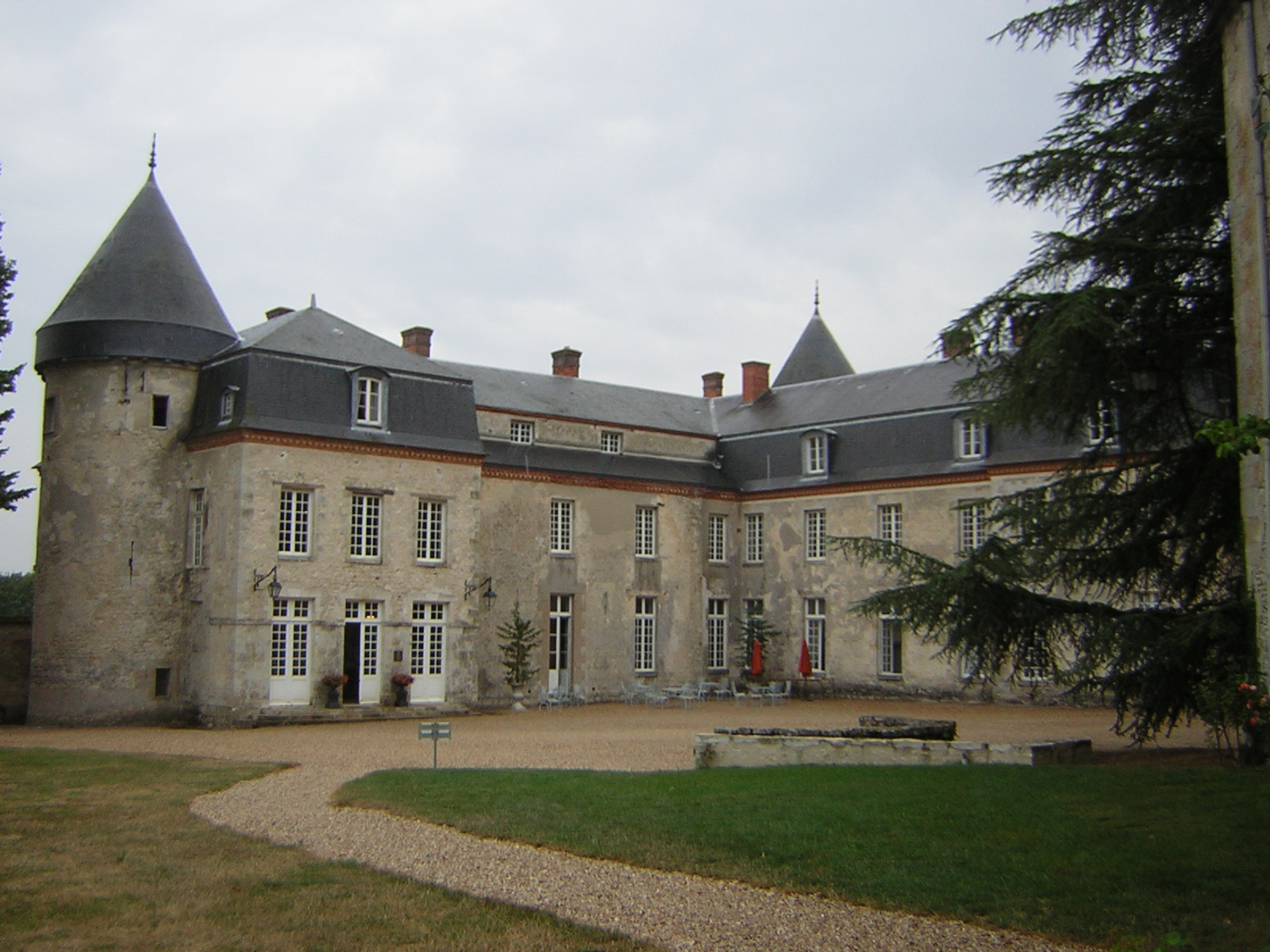
Vue de l'arrière du château

Un premier château est attesté, le châtel de Bois-Malesherbes, acquis en 1398 par Jean de Montagu, surintendant des finances de Charles VI. Il passe ensuite entre les mains de la famille normande de Graville, puis aux Balzac d'Entragues. Il fut apporté en dot par Anne de Graville, fille de l'amiral Louis Malet de Graville à son cousin Pierre de Balzac d'Entragues.
François Balzac d'Entragues épouse Marie Touchet (maîtresse du feu roi Charles IX) en 1578 qui donne naissance à Catherine Henriette de Balzac d'Entragues laquelle deviendra la maîtresse d'Henri IV et lui extorquera une promesse de mariage écrite, le 1er octobre 1599, au château de Malesherbes. Mais le roi oublie vite cette promesse. Trompée, Catherine Henriette participe à un complot avec son père afin de porter le fils qu'elle a eu du roi, Henri de Bourbon-Verneuil, sur le trône. François Balzac d'Entragues est arrêté dans son château, condamné à mort puis gracié et finalement assigné à résidence à Malesherbes. Le château passe ensuite à la branche des Balzac d'Illiers. Henri de Bourbon-Verneuil deviendra évêque de Metz.
En 1718, le château est vendu, dans un état de grand délabrement, à Guillaume de Lamoignon de Blancmesnil, avocat général au Parlement de Paris. Sous la direction de l'architecte Pierre Vigny, le nouveau propriétaire fait combler les fossés et bâtir une façade classique, tout en conservant les tours d'angle.
C'est dans ce château que son fils, Chrétien Guillaume de Lamoignon de Malesherbes fut exilé lors du gouvernement du chancelier Maupeou (1771-1774).
Passionné de botanique, il consacre énormément de temps à ses plantations. Thomas Jefferson disait d'ailleurs à son sujet qu'il était l'homme de France qui connaît le mieux les arbres et Arthur Young note dans ses voyages :
"Une lieue avant d'arriver à Malesherbes, commence une belle rangée d'arbres, des deux côtés de la grande route : c'est l'ouvrage de Malesherbes; et c'est un exemple frappant de son attention pour orner un pays ouvert. Pendant un espace de plus de deux milles, ce sont des mûriers ; ils joignent ses autres belles plantations à Malesherbes, qui contiennent une grande variété des arbres les plus curieux que l'on ait jamais introduits en France".
Chrétien Guillaume de Lamoignon de Malesherbes ayant été un des défenseurs de Louis XVI devant le Tribunal révolutionnaire, son château devient à cette époque un lieu de pèlerinage pour les royalistes désireux de recueillir de sa bouche des souvenirs du monarque. En décembre 1793, une perquisition a lieu au château et les membres de sa famille sont conduits à Paris où ils seront guillotinés.
Le domaine passe ensuite aux orphelins Louis et Christian, neveux de François-René de Chateaubriand et arrière-petits-fils de Malesherbes. Le château connait une grande animation sous la Restauration. Louis de Chateaubriand était très lié avec son voisin de campagne le grand avocat Berryer.

### Liste des propriétaires successifs[3]
En 886, les terres de Soisy et Pinson sont données par le roi Charles III au chapitre de la cathédrale Saint-Gatien de Tours. Vers l'an 1100, Malesherbes est divisé en trois fiefs : Soisy, le Bois et Malesherbes.
- 1120 : Rodulphe de Soisy.
- 1140 : Ponce de Soisy.
- 1154 : Payen du Bois.
- v.1160 : Gilon du Tournel, premier Ministre de Philippe-Auguste.
- 1160 : Guillaume du Tournel (fils de Gilon), Hémard du Bois (fils de Payen), Morard curé de Soisy.
- 1180 : Guillaume de Soisy.
- 1224 : Odon de Malesherbes.
- 1226 : Guillaume du Tournel échange avec le chapitre de Saint-Maurice de Tours, tous ses droits sur Blandy contre la pleine propriété de Soisy.
- 1256 : Guillaume de Malesherbes.
- 1260 : Pierre de Malesherbes (+1262) hérite du péage sur l'Essonne de Soisy-Malesherbes.
- 1263 : Philippe, frère de Pierre, meurt d'une blessure reçu dans un combat.
- 1292 : Guillaume de Soisy épouse une demoiselle de Molène.
- 1302 : Ferry II Pasté (fils de Ferry I Pasté), seigneur de Challerange (près de Reims) et de Bois-Malesherbes.
- - Ferry III Pasté seigneur de Challerange et de Bois-Malesherbes.
- - Jean I Pasté (fils de Ferry III) épouse Alix de Hans (fille d'Isabeau de Béthune).
- - Jean II Pasté (+1334) (fils de Jean I) épouse Marguerite d'Autrèches.
- 1331 : Anne Pasté (fille de Jean I) épouse Robert Bailledart seigneur de Villesauvage (près d'Ouzouer-le-Voulgis).
- 1334 : Robert Bailledart et Marguerite d'Atrèches sa belle-sœur se partage la seigneurie.
- 1345 : Robert Bailledart (+1377) seul seigneur de Malesherbes.
- 1358 : le château de Malesherbes, pillé et brulé (guerre de 100 ans).
- 1367 : Jean Pasté propriétaire des ruines du château.
- 1373 : Étienne de la Grange (Président du Parlement de Paris), seigneur de Malesherbes par mariage avec Marie du Bois, fait reconstruire le château.
- 1377 : Jeanne et Isabelle Bailledart de Villesauvage hérite de Malesherbes pour la nue-propriété.
- - : Béatrix de Hans, deuxième femme de Robert Bailledart, hérite de l'usufruit.
- 18-5-1388 Jacqueline de La Grange (fille de Étienne de La Grange) épouse Jean de Montaigu.
- 20-3-1399 Jean de Montaigu achète le reste des droits à Philippe de Vendome, que celui-ci avait acheté à un cohéritier des Bailladart: Pierre de La Haye. Jean de Montaigu était propriétaire de Montaigu (près de Chambourcy)(le château de Montaigu en Laye fut brulé et rasé), de Marcoussis et de Malesherbes, il acheta aussi Tournanfuye à Pierre de Vendome. Il fut surintendant des finances de 1388 à 1392 et fut décapité à Montfaucon le 17-10-1409 sur ordre de Jean sans Peur (Duc de Bourgogne).
- 1412 Charles de Montaigu (1395-Azincourt 25-10-1415) marié en juillet 1409 à Catherine d'Albret, obtient la restitution des biens de son père.
- 1415 Jacqueline de Montaigu, veuve de Jean de Craon (tué à Azincourt) se remarie avec Jean V Malet de Graville (+1436).
- 1432 Le Bois-Malesherbes pris par les Anglais.
- 1-5-1437 Le Bois-Malesherbes repris aux Anglais par la Connétable de Richemont. Jean VI Malet de Graville (seigneur de Montaigu, de Marcoussis et de Bois-Malesherbes) marié à Marie de Montauban (~1420-~1440).
- 1450 Malesherbes devient plein fief par l'achat de Manchecourt par Jean VI (+1475).
- 1475 Louis Malet de Graville (1438-Marcoussis 30-10-1515), (Amiral de France (1486), Gouverneur de Picardie et de Normandie, seigneur de Malesherbes, Marcoussis, Milly et Gollainville en 1497) épouse Marie de Balsac d'Entragues (~1440-1503).
- 1515 Anne Malet de Graville marié en 1508 avec Pierre de Balsac d'Entragues (1479-1531) son cousin. Anne était Dame de Malesherbes, de Tournanfuye, d'Ambouville, de Montaigu et de La Brisette).
- 1531 Guillaume de Balsac d'Entragues (~1517-Renty 1555 à la bataille) seigneur de Malesherbes et de Marcoussis, marié à Compiègne 18-10-1538 avec Louise d'Humières.
- 1555 François de Balsac d'Entragues (~1541- ) seigneur de Malesherbes et Marcoussis, marié avec Jacqueline de Rohan (+21-5-1578) Dame de Gié, remarié en 1579 avec Marie Touchet (Maitresse de Charles IX).
- 1587 L'armée protestante du Duc de Bouillon s'empare de Malesherbes.
- 1589 Malesherbes pillé et incendié.
- 16.. César de Balsac d'Entragues (+19-7-1634) épouse en 1612 Catherine Hennequin d'Assy.
- 1634 Léon I d'Illiers (neveu de César devient par testament Marquis d'Entragues, seigneur de Bois-Malesherbes, de Marcoussis et de Chantemesle, marié avec Jeanne Hallier du Houssay et remarié avec Catherine d'Elbène (veuve de Jean d'Etampes).
- 1669 Léon II d'Illiers (1635-1702) marié avec Anne de Rieux de Sourdis.
- 1702 Alexandre d'Illiers (frère de Léon II) marié avec Louise Philberte de Xaintrailles.
- 20-1-1718 Guillaume de Lamoignon (6-3-1683-1772) achète le Château de Malesherbes et les terres, marié le 1-9-1711 avec Marie-Louise d'Aligre (23-7-1697-1714), remarié le 4-3-1715 avec Anne Elisabeth Roujault (1692-Paris 2-11-1734), fille de Nicolas Roujault. Guillaume seigneur de Blanc Mesmil, de Malesherbes et de Cerisay était Avocat au Parlement (1702), Avocat Général (1707), Président à Mortier (1723), 1er Président de la cour des Aides (1746), Chancelier du Roi (1750).
- 1772 Chrétien Guillaume de Lamoignon (6-12-1721-Paris 22-4-1794 guillotiné). Monsieur de Malesherbes, substitut du Procureur Général (1741), Conseiller au Parlement (1744), Premier Président de la Cour des Aides (1750), Ministre et Secrétaire d'État (1775-1776), marié le 4-2-1749 avec Marie Françoise Thérèse Grimod de La Reynière (Lyon 9-3-1725, +Malesherbes 11-1-1771 suicide avec un fusil de chasse).
- 1794 Louis Charles Victurnien de Chateaubriand (1790-1873) comte Chateaubriand et Antoine Christian de Chateaubriand (1791-1842), hérite de leur arrière-grand-père M. de Malesherbes.
- 8-10-1811 Louis Charles Victurnien de Chateaubriand épouse Henriette Félicie Zélie d'Orglandes (1793-1873).
- 1873 Marie-Antoinette Clémentine de Chateaubriand (1820-1895) marié le 9-5-1848 avec Alfred Julien Philippe de Beaufort (1805-1879) Marquis de Beaufort.
- 1895 Isabelle Henriette Louise Marie Ghislaine de Beaufort (1849-1937) marié en 1874 avec Adrien François Guy Valentin de Levis Mirepoix (1849-1931), comte de Levis Mirepoix, Conseiller Général du canton.
- 1937 Guy Emmanuel Ghislain Louis Marie de Levis Mirepoix (1880-26-3-1940) marié le 12-6-1906 avec Marie Jeanne Henriette Élisabeth de Cossé-Brissac (Brestot 8-7-1884-1951).
- 1951 Emmanuel Joseph de Levis Mirepoix (Paris 23-8-1909-28-5-1951). Ensuite le château passe à son épouse, Aymardine Ghislaine Amélie Marie Louise de Nicolaÿ (14-1-1904 ; 3-9-1997), princesse de Robech.
- De la fin des années 1990 à 2007, le château fut exploité par une chaîne hôtelière. Depuis 2007, il est la propriété d'un particulier[4]

## Architecture

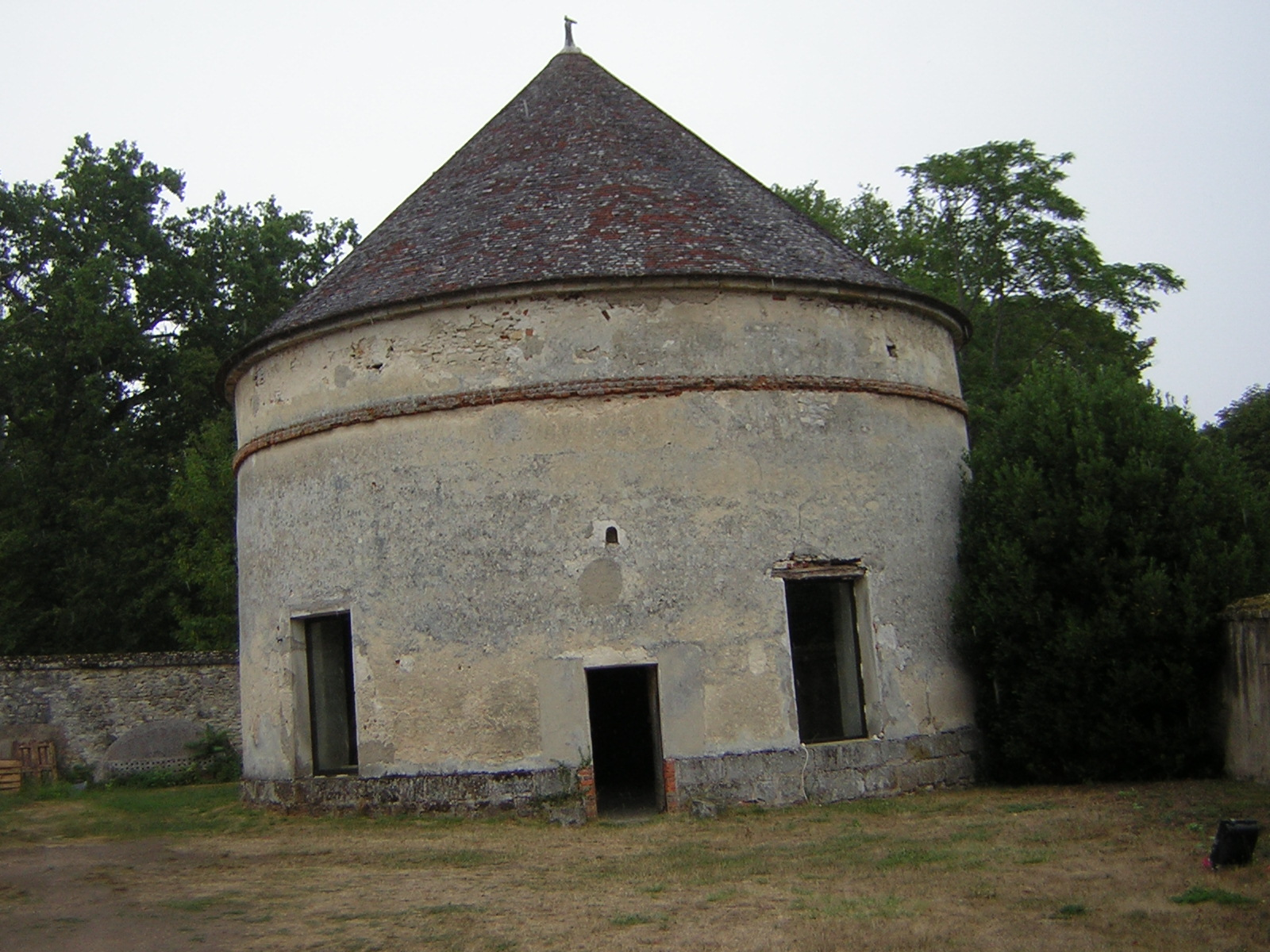
Le pigeonnier

Le château se situe dans un parc boisé d'une centaine d'hectares environ, on y trouve un obélisque depuis lequel on peut se rendre au château par une chaussée pavée. Une cour sablée entoure le château dont les douves sont aujourd'hui asséchées. Le corps de logis a été construit entre 1720 et 1724 par Pierre Vigné de Vigny (1690-1772), collaborateur de Robert de Cotte, architecte du roi. Il est aidé par son collègue dans l'agence de Robert de Cotte, Denis Jossenay.
Le parc du château comporte plusieurs dépendances : la grange aux dîmes est un grand grenier remontant à la fin du XIVe siècle ; la maison dite "de Chateaubriand" est un long pavillon où vécut l'auteur ; la chapelle datant du XVe siècle est de style gothique flamboyant, elle abrite les tombeaux de François de Balzac d'Entragues et de son épouse ; un des plus grands pigeonniers de France composé de 1 800 niches et où pouvaient loger plus de 8 000 pigeons ; une glacière.

## Classement
Le château est partiellement classé monument historique. Le classement concerne, depuis 1965, l'ensemble des bâtiments des greniers et du parc, la chambre d'Henriette d'Entragues, le salon de réception, le grand salon, la bibliothèque, la salle à manger ; et depuis 1988, les façades et toitures du château, de la maison dite de Chateaubriand, la chapelle, la conciergerie, le colombier, les douves et la glacière.

## Visites
Propriété privée, le parc est ouvert certains jours à la visite. 

Visite intérieure de la chapelle, de la grande aux dîmes et du colombier (le château ne se visite pas).

## Galerie

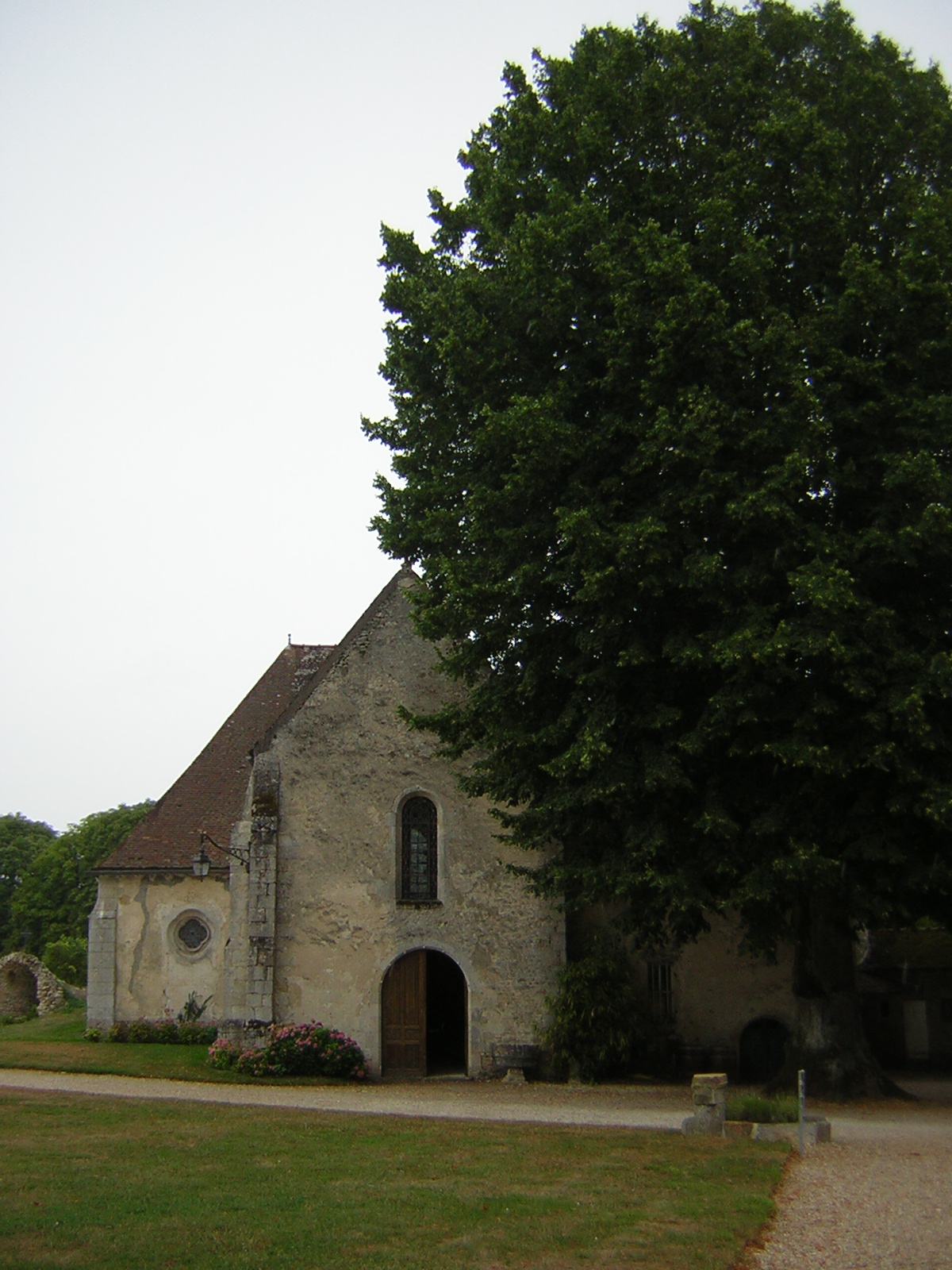
Chapelle
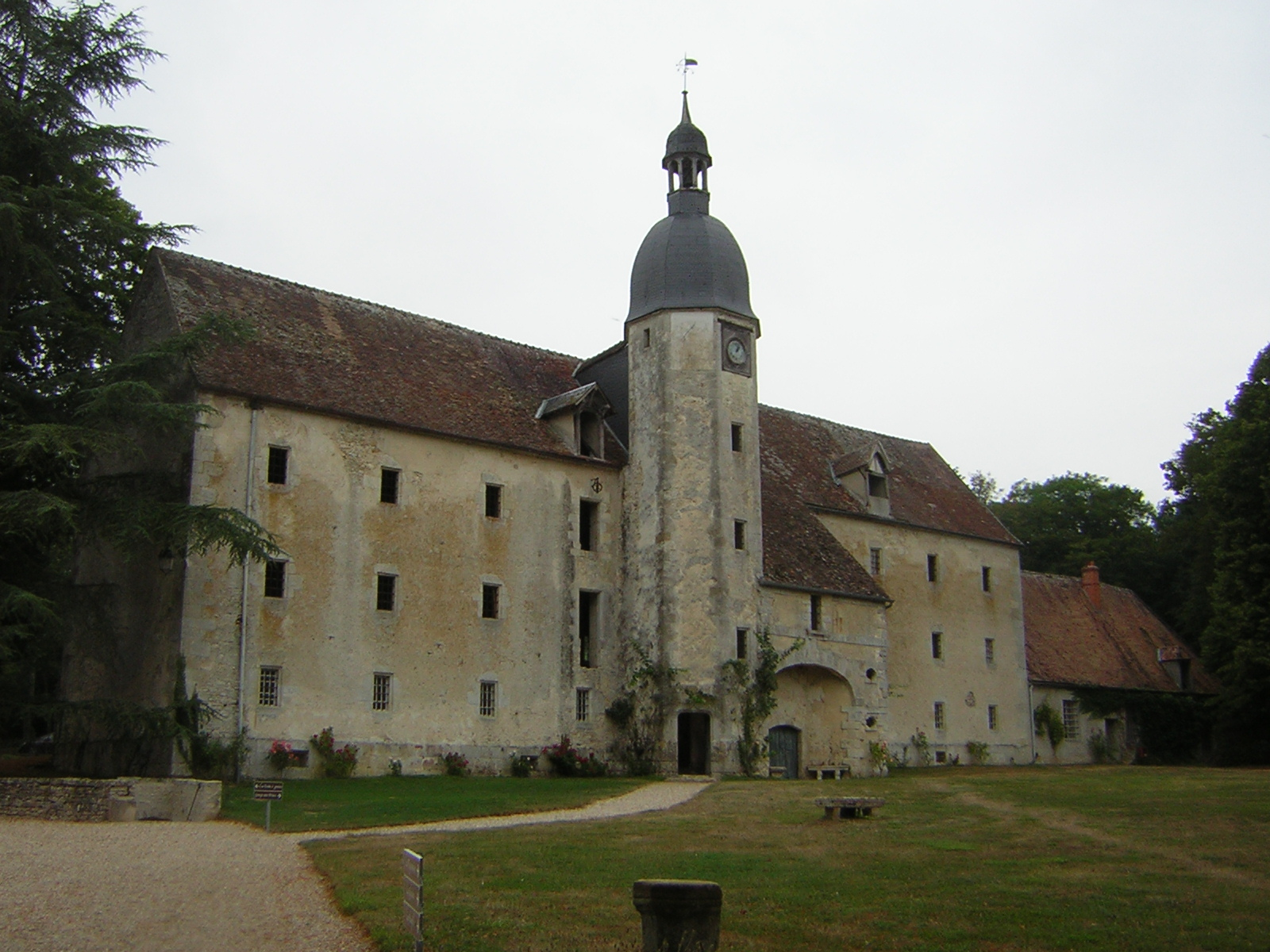
Grange dîmière du XVe siècle
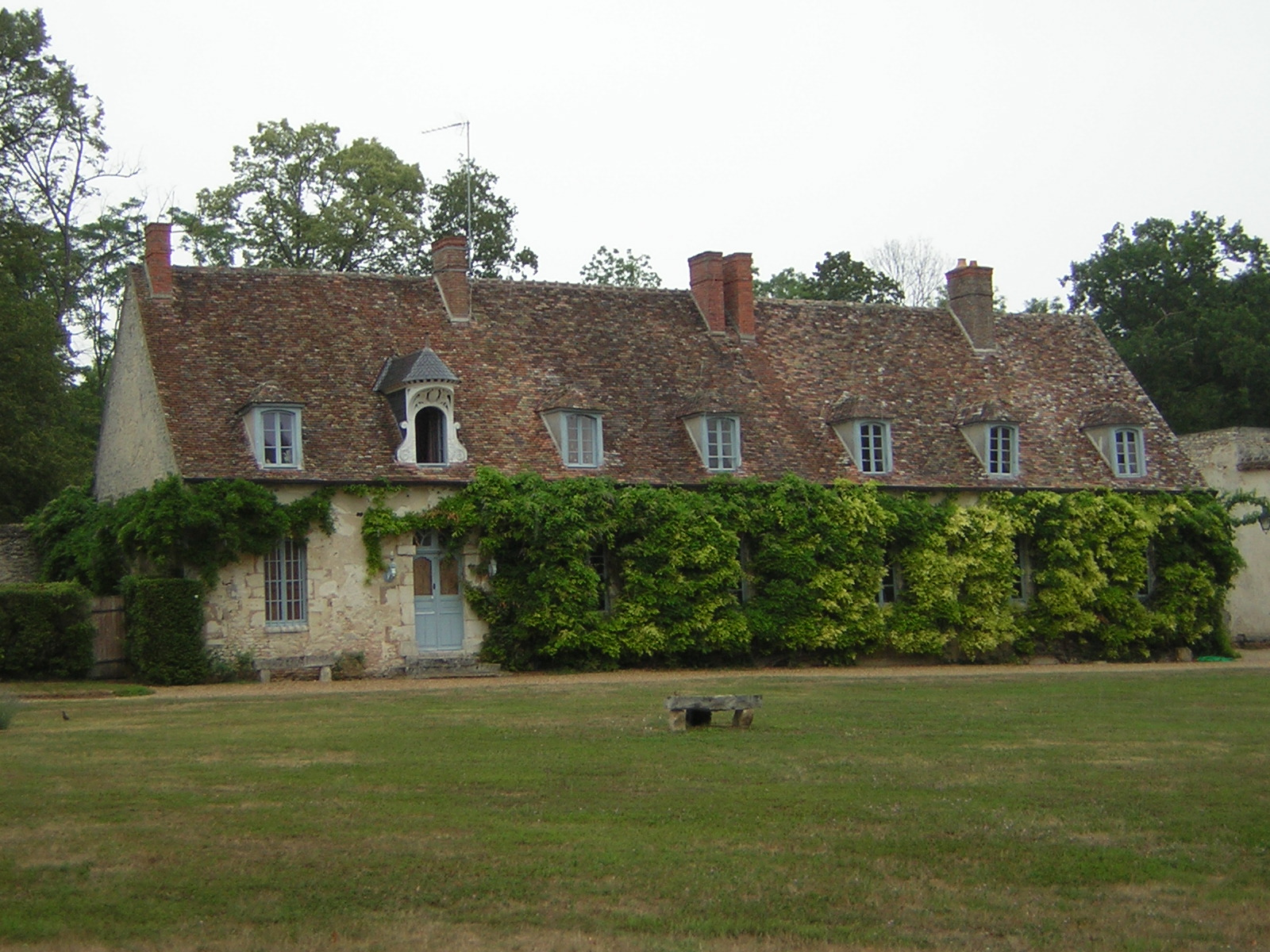
"Maison de Chateaubriand"
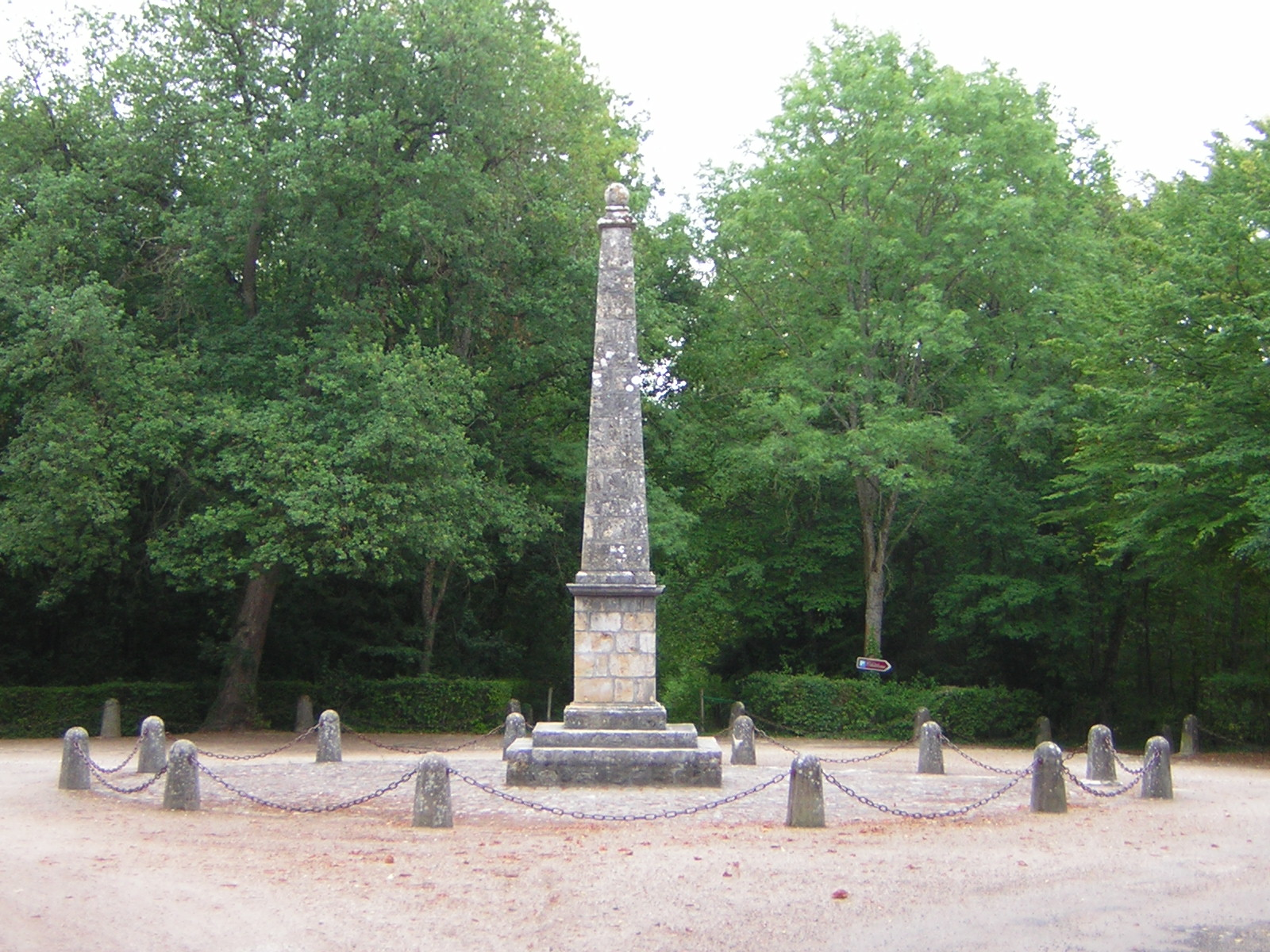
Obélisque
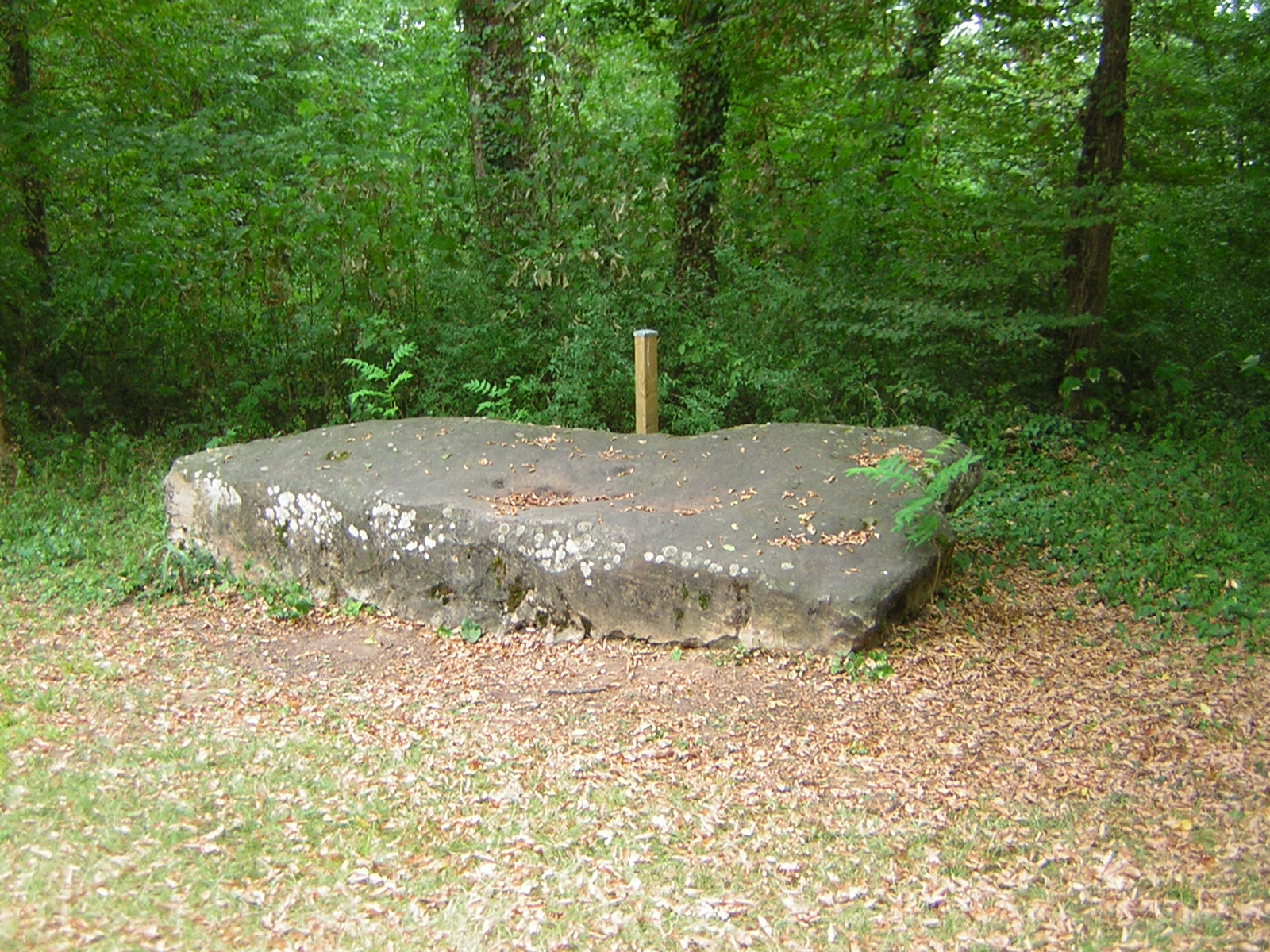
Dalle néolithique des Marsaules, installée dans le parc en 1976.